# György Jovánovics
György Jovánovics (ur. 3 kwietnia 1939 w Budapeszcie) – węgierski rzeźbiarz.
Studia odbył w Wyższej Szkole Sztuk Pięknych w Budapeszcie, na Uniwersytecie Sztuki Stosowanej w Wiedniu oraz w École nationale supérieure des beaux-arts w Paryżu. W latach 60. i 70. XX wieku tworzył m.in. dzieła konceptualne o tematyce politycznej. Jest twórcą Pomnika Męczenników 1956 roku, który odsłonięto w stolicy Węgier w 1992 roku.